# Косаман
Косама́н (каз. Қосаман) — село у складі Аральського району Кизилординської області Казахстану. Адміністративний центр Косаманського сільського округу.
Населення — 414 осіб (2021; 379 у 2009, 339 у 1999, 321 у 1989).